# Dumitru Berbece
Dumitru Berbece, född 2 januari 1961 i Dămienești, Bacău, är en rumänsk tidigare handbollsspelare. Han var bland annat med och tog OS-brons 1984 i Los Angeles och VM-brons 1990 i Tjeckoslovakien.

## Klubbar
- CSA Steaua București (1979–1990)
- SG Leutershausen (1990–?)